# 230415 Matthiasjung
230415 Matthiasjung è un asteroide della fascia principale. Scoperto nel 2002, presenta un'orbita caratterizzata da un semiasse maggiore pari a 2,1572049 UA e da un'eccentricità di 0,1705938, inclinata di 5,83387° rispetto all'eclittica.
L'asteroide è dedicato all'astrofilo tedesco Matthias Jung.